# Brazalete de la Alcudia

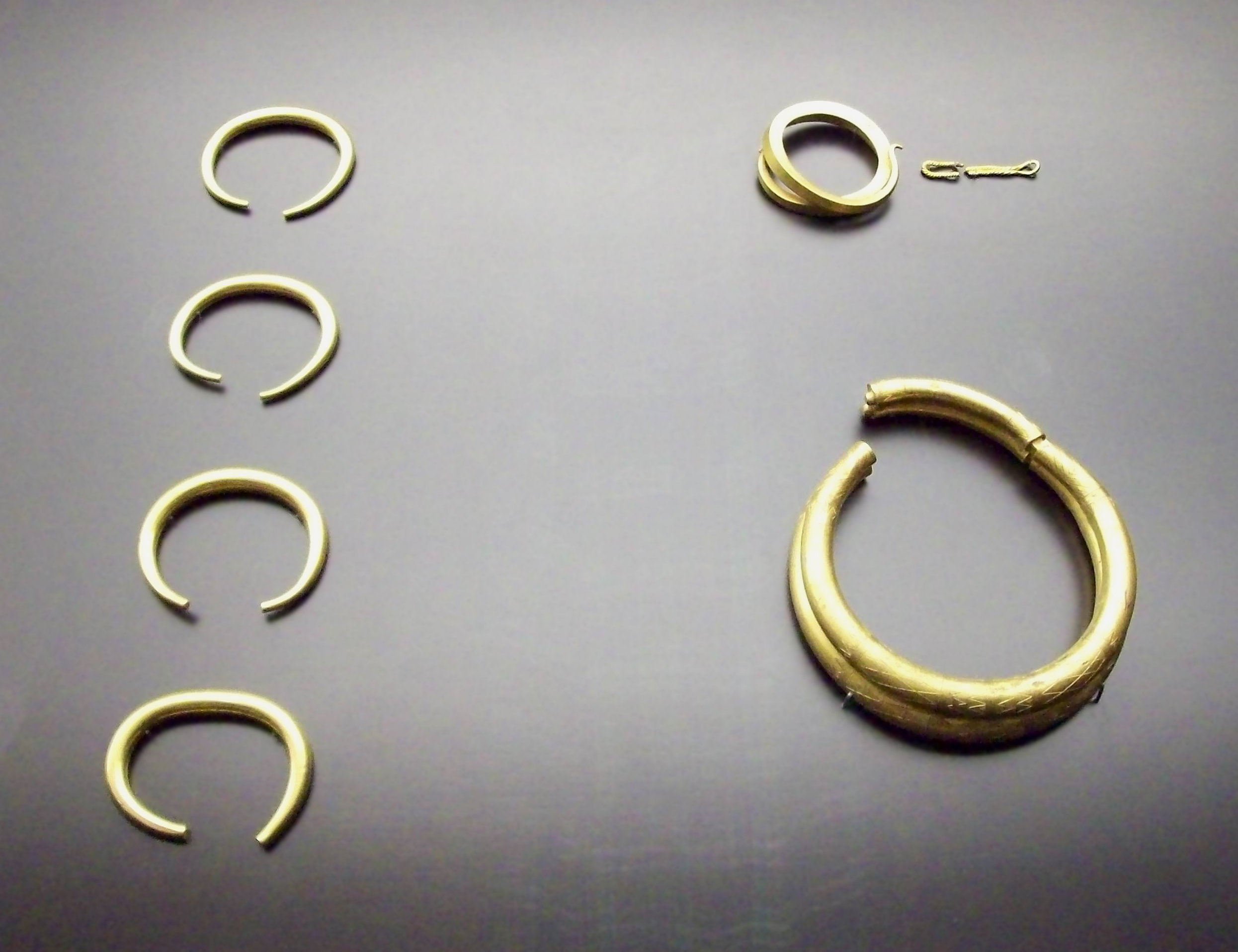
Brazaletes de la edad de bronce final pertenecientes al Tesoro de Sagrajas, hallado en Extremadura (España).

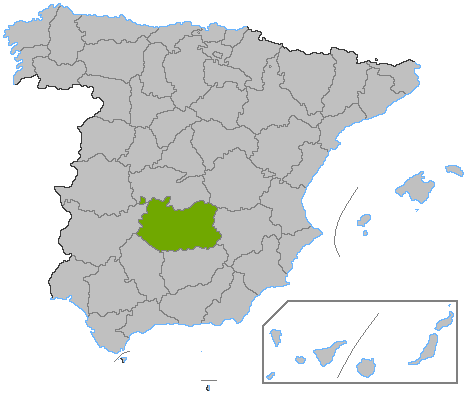
Ubicación de la provincia de Ciudad Real, lugar del hallazgo del Brazalete de la Alcudia

El Brazalete de la Alcudia es un brazalete de oro que data de entre los años 1200 a. C. - y  801 a. C., cuyo hallazgo se produjo en la sierra de la Alcudia, situada en el Valle de Alcudia, perteneciente a la provincia de Ciudad Real, (Castilla-La Mancha), aunque hay diversas hipótesis respecto a su verdadero origen.

## Simbología
Se trata de un complemento destinado al adorno personal, estando considerada como una pieza única de la orfebrería peninsular, por la técnica empleada en su creación.

## Características
- Forma: Brazalete.
- Material: oro.
- Contexto/Estilo: Bronce Final.
- Técnica: Martillado, incisión y fundición.[1]
- Altura: 4,8 centímetros.
- Diámetro máximo: 7,2 centímetros.
- Peso: 346,2 gramos.

## Conservación
La pieza se expone de forma permanente en el Museo Arqueológico Nacional de Madrid, con el número de inventario 16845.